# Dicranotropis nitida
Dicranotropis nitida är en insektsart som beskrevs av Haupt 1924. Dicranotropis nitida ingår i släktet Dicranotropis och familjen sporrstritar. Inga underarter finns listade i Catalogue of Life.